# Liste von Trichtergruben in Bayern
Diese Liste von Trichtergruben in Bayern beinhaltet Trichtergruben, bei denen es sich um aus dem Bergbau stammende Pingen handelt, auf dem Gebiet des Freistaates Bayern. Die Denkmalnummern stammen aus dem Bayerischen Denkmal-Atlas.

## Oberbayern
- Landkreis Eichstätt

Schafshill, D-1-7035-0112
- Landkreis Fürstenfeldbruck

Grafrath, D-1-7833-0010 und D-1-7833-0391
- Landkreis Garmisch-Partenkirchen

Uffing am Staffelsee, D-1-8232-0052
- Landkreis Landsberg am Lech

Landsberg am Lech, D-1-7930-0017
- Landkreis Straubing-Bogen

Degernbach, D-2-7042-0012

## Oberpfalz
- Landkreis Amberg-Sulzbach

Freihung, D-3-6337-0042
- Landkreis Neumarkt in der Oberpfalz

Velburg, D-3-6736-0010, D-3-6736-0017 und D-3-6736-0018
- Landkreis Neustadt an der Waldnaab

Mantel, D-3-6338-0018

## Mittelfranken
- Landkreis Weißenburg-Gunzenhausen

Treuchtlingen, D-5-7031-0169

## Schwaben
- Landkreis Aichach-Friedberg

Algertshausen, D-7-7532-0036
Obergriesbach, D-7-7532-0239 und D-7-7532-0240
Oberwittelsbach, D-7-7533-0008
Pichl, D-7-7431-0031 und D-7-7431-0232
Sulzbach, D-7-7532-0233 und D-7-7532-0234
Unterbaar, D-7-7431-0071
- Landkreis Augsburg

Achsheim, D-7-7430-0280
Diedorf, D-7-7630-0007 und D-7-7630-0091
Gessertshausen, D-7-7730-0239
Horgau, D-7-7529-0018, D-7-7530-0067 und D-7-7630-0024
Kutzenhausen, D-7-7630-0022 und D-7-7630-0023
Neusäß, D-7-7630-0006
Osterbuch, D-7-7530-0114
Straßberg, D-7-7630-0024
Thierhaupten, D-7-7431-0096
Willmatshofen, D-7-7729-0011
Zusmarshausen, D-7-7529-0017 und D-7-7629-0039
- Landkreis Dillingen an der Donau

Zöschingen, D-7-7327-0035
- Landkreis Unterallgäu

Babenhausen, D-7-7827-0091